# Vladimir Uchov
Vladimir Vasil'evič Uchov (in russo Владимир Васильевич Ухов?; Pietrogrado, 21 gennaio 1924 – 25 maggio 1996) è stato un marciatore sovietico.

## Palmarès

### Europei
- 1 medaglia:
  - 1 oro (Berna 1954 nella marcia 50 km)